# كيفن داهل
كيفن داهل هو لاعب هوكي الجليد كندي، ولد في 30 ديسمبر 1968 في ريجاينا في كندا.

## وصلات خارجية
- كيفن داهل على موقع دوري الهوكي الوطني (الإنجليزية)
- كيفن داهل على موقع قاعة مشاهير الهوكي (لاعب أن.إتش.أل) (الإنجليزية)
- كيفن داهل على موقع EliteProspects.com (الإنجليزية)
- كيفن داهل على موقع HockeyDB.com (الإنجليزية)
- كيفن داهل على موقع Hockey-Reference.com (الإنجليزية)
- كيفن داهل على موقع أوليمبيديا (الإنجليزية)